# Пожар в Новосибирске (1926)
Новосибирский пожар 1926 года — крупный пожар, произошедший 21 июня 1926 года в центральной части Новосибирска.

## Ход событий
21 июня 1926 года в 9:30 утра в центральной части Новосибирска на улице Рабочая, 93 воспламенилось сено, после чего огонь перекинулся на расположенный рядом сарай, затем пламя захватило склады кожсиндиката, и вскоре пожар распространился уже на весь квартал между Серебренниковской улицей и Красным проспектом.
Погорельцы выносили на соседние от пожара улицы свои вещи, для охраны которых прибыли воинские части.
В тушении пожара принимали участие как пожарные и дружинники, так и обычные граждане. На месте происшествия были задействованы два санитарных отряда.

### Обеспечение водой
Во время борьбы с пожаром ощущался большой недостаток воды, в то время в Новосибирске ещё не появился водопровод. Водокачек поблизости также не было. Воду подвозили на автомобилях Автопромторга, водовозках, также для водоснабжения были задействованы паровозы — их подогнали по линии железной дороги к концу Рабочей улицы.

### Паника в Бердске
В день пожара в окрестностях соседнего Бердска (Берска) отдыхало несколько тысяч жителей Новосибирска. В Бердск прибыл пароход, и люди были извещены о катастрофе. Среди них началась паника, которая уменьшилась благодаря организации телеграфных докладов о ходе тушения пожара. Тем не менее множество новосибирцев в спешке направилось в город. Часть из них отправилась на пароходе, который, впрочем, не смог уместить всех желающих плыть в город; другая часть отправилась пешком, и «всё расстояние от Берска до Новосибирска покрылось бегущими пешком новосибирцами».

## Ущерб
Пожаром было уничтожено более 10 строений.
Около 40 пожарных получили небольшие травмы, 1 работник пожарной охраны сломал руку, 11 человек получили тяжёлый вред здоровью, у одного больного туберкулёзом от продуктов горения пострадали дыхательные органы («сильно задохнулся дымом»).
После трагедии для выяснения причин и убытков пожара начала работать специальная комиссия, на тот момент (по её первоначальным данным) крова лишилась 31 семья.

### Ущерб Окрсельхозсоюза
Ущерб Окрсельхозсоюзу оценивался в 100 000 рублей. Принадлежавшее организации здание сильно пострадало от огня. Были повреждены нижний подвальный и верхний этажи. По грубой оценке пожар уничтожил находившееся в доме имущество на сумму в 45 000 рублей. Огонь также полностью уничтожил склады машин. Сгорели 60 американских сенокосилок, 100 конных граблей, 20 сортировок, 11 сеялок и 10 жаток. Убыток от уничтоженных огнём товаров и заготовок составил 65 000 рублей. 

## Версия об умышленном поджоге
Газета «Советская Сибирь» в номере от 23 июня 1926 года писала о том, что одна из возможных причин пожара — умышленный поджог, в подтверждение чему в статье издания упоминается человек, якобы рассказывавший присутствовавшим на пожаре людям о трёх умышленных поджогах, которые должны были произойти в тот день в Новосибирске:

Какой-то сомнительного вида мужчина, озираясь через плечо, басовым шёпотом пугает обывателей:
— В трёх местах город гореть будет. Прокламацию нашли. Там всё как есть написано.
Но, завидев голубой верх и красный околыш фуражки красноармейца ГПУ, быстро «смывается».— 
21 июня в городе действительно произошло ещё два пожара, которые удалось потушить. Один из них произошёл по адресу Нарымская улица, 27, другой — на Октябрьской улице возле склада Госбанка. Причём милиция установила, что причиной возгорания на Нарымской улице был поджог.

## Недостаток средств пожарной безопасности
После трагедии были выявлены существенные недостатки противопожарной охраны города. Не хватало инвентаря и своевременного водоснабжения. Для бесперебойной подачи воды в Новосибирске был механический насос, но из-за отсутствия воды он не был задействован для предотвращения пожара. Городские власти заговорили о срочном строительстве в городе водопровода.